# Don McKay
Don McKay (bra: Jogo de Mentiras) é um filme independente de drama e suspense, escrito e dirigido por Jake Goldberger e estrelado por Thomas Haden Church e Elisabeth Shue. O filme teve sua première mundial na 8ª edição do Festival de TriBeCa em abril de 2009 e teve lançamento comercial em 2 de abril de 2010.

## Sinopse
Quando Don McKay (Thomas Haden Church), um tranqüilo zelador de colégio, recebe uma carta dizendo que Sonny (Elisabeth Shue), sua amada de infância, está mortalmente doente, ele volta correndo à sua cidade natal. Imediatamente eles reatam o antigo romance, mas obscuros personagens do problemático passado de Sonny começam a aparecer e logo Don se vê enredado num jogo de crime, traição e mistério.[carece de fontes?]

## Elenco
- Thomas Haden Church como Don McKay[3]
- Elisabeth Shue como Sonny[3]
- James Rebhorn como Dr. Lance Pryce[3]
- Melissa Leo como Marie[3]
- M. Emmet Walsh como Samuel[3]
- Keith David como Otis Kent[3]
- Pruitt Taylor Vince como Mel
- Robert Wahlberg como Alfred

## Produção
As filmagens ocorreram ao norte de Boston, em Massachusetts.